# Copa de Holanda de Ciclismo
La Copa de Holanda de Ciclismo (llamado oficialmente: The Holland Cup), es una competición profesional de ciclismo en ruta que se celebra anualmente en Holanda desde 2018.
Reúne en una clasificación las carreras de un día más importantes que se celebran en territorio holandés, parecido a la ya desaparecida Copa del Mundo de Ciclismo. Forman parte de la clasificación todos los ciclistas profesionales de Holanda que forman parte del UCI WorldTeam, UCI ProTeam y Continental estableciendo un sistema de puntuación en función de la posición conseguida en cada clásica y a partir de ahí se crea la clasificación.
La prueba también se disputa por equipos, donde participan todos los equipos. Se contabilizan en cada carrera los puntos de los tres primeros clasificados de cada equipo y a través de esos puntos se establece la clasificación.
La Copa consta de 4 carreras holandesas de un día en las categorías 1.2 del UCI Europe Tour, excepto las que declinan estar en esta competición. Por ello esta copa tiene mucho más prestigio que otras copas nacionales al ser todas las pruebas profesionales y al poder participar todos los equipos profesionales, incluidos los WorldTeam.
Se celebra ininterrumpidamente desde 2018. El primer ganador fue el ciclista Cees Bol.

## Sistema de puntos
En cada carrera, los primeros 20 corredores ganan puntos y el corredor con la mayor cantidad de puntos en general es considerado el ganador de la Copa de Holanda. Se llevan a cabo clasificaciones separadas para los mejores jóvenes (sub-23) y el mejor equipo.

### Clasificación individual
| Posición | 1   | 2  | 3  | 4  | 5  | 6  | 7  | 8  | 9  | 10 | 11 | 12 | 13 | 14 | 15 | 16 | 17 | 18 | 19 | 20 |
| Puntos   | 100 | 80 | 70 | 60 | 50 | 40 | 36 | 32 | 30 | 28 | 26 | 24 | 22 | 20 | 18 | 16 | 14 | 13 | 12 | 11 |

### Clasificación de los jóvenes
| Posición | 1   | 2  | 3  | 4  | 5  | 6  | 7  | 8  | 9  | 10 |
| Puntos   | 100 | 80 | 70 | 60 | 50 | 40 | 36 | 32 | 30 | 28 |

### Clasificación por equipos
| Posición | 1  | 2  | 3  | 4  | 5  | 6  | 7  | 8  | 9  | 10 |
| Puntos   | 30 | 28 | 26 | 24 | 22 | 20 | 19 | 18 | 17 | 16 |

## Palmarés
| Año  | Ganador              | Puntos | Mejor joven         | Puntos | Mejor equipo               | Puntos |
| ---- | -------------------- | ------ | ------------------- | ------ | -------------------------- | ------ |
| 2018 | Cees Bol             | 292    | Julius van den Berg | 200    | SEG Racing Academy         | 123    |
| 2019 | Alexander Richardson | 156    | No se entregó       |        | Canyon DHB p/b Bloor Homes | 156    |
| 2020 | David Dekker         | 100    | No se entregó       |        | No se entregó              |        |
| 2021 | Bandera de ?         |        |                     |        |                            |        |

## Palmarés por países
| País         | Victorias |
| ------------ | --------- |
| Países Bajos | 2         |
| Reino Unido  | 1         |